# Romana (Italia)
Romana (topónimo sardo) es una localidad italiana de la provincia de Sassari, región de Cerdeña, con 594 habitantes.

## Evolución demográfica
| Gráfica de evolución demográfica de Romana entre 1861 y 2001 |
|                                                              |
| Fuente ISTAT - elaboración gráfica de Wikipedia              |